# Історичний центр Одеси

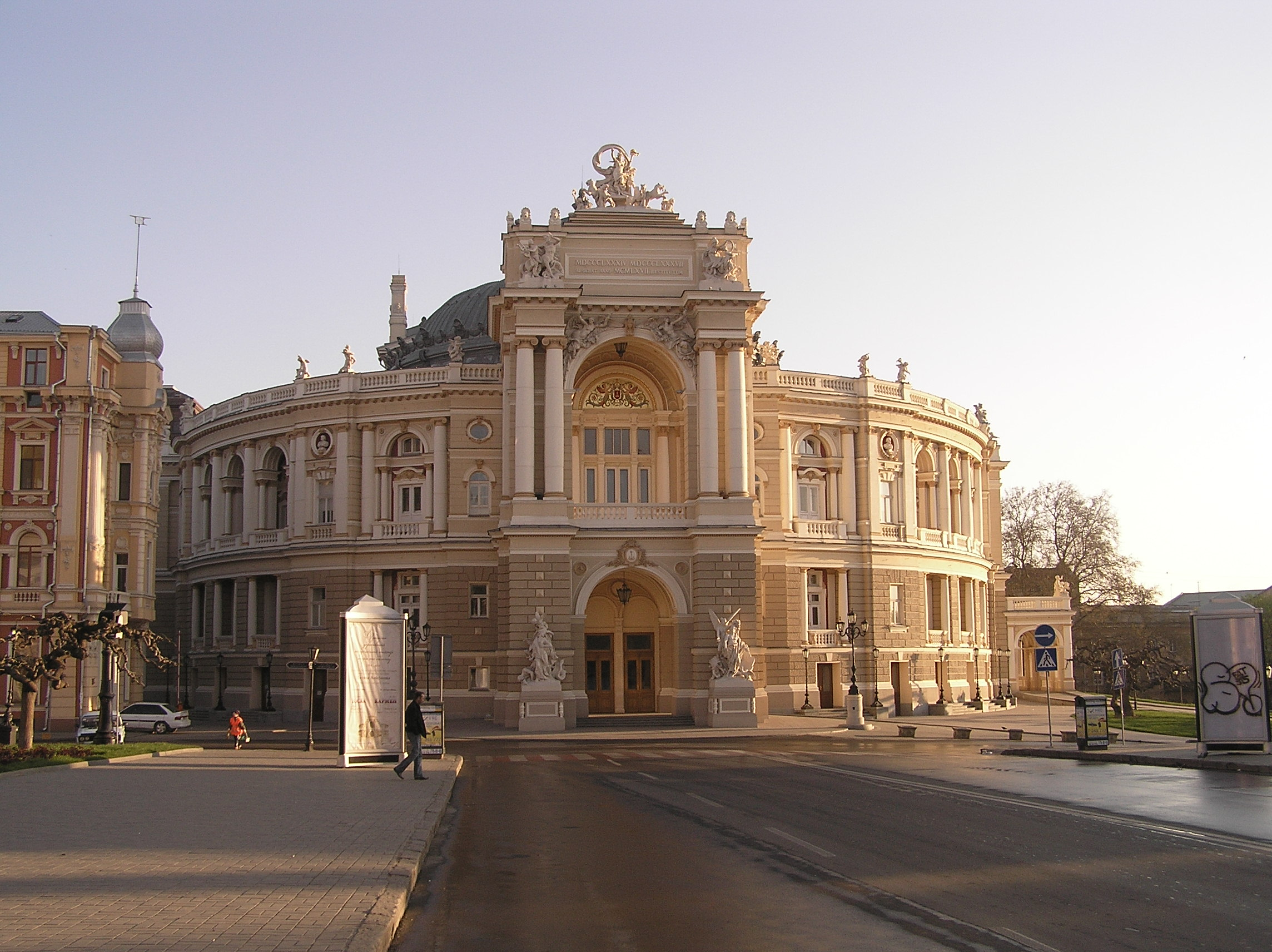
Будівля Одеського національного академічного театру опери та балету — символ одеської архітектури

Істори́чний центр Оде́си, також центр Оде́си — головний старовинний район міста, з якого розпочався його подальший розвиток; політичний, економічний та культурний центр Одеси.

## Історія заснування та будівництва центральної частини

### Передісторія
Ще за кілька століть до н. е. гавань, на яку виходить центральна частина міста, стародавні греки використовували як пристань. Пізніше з'явилося слов'янське поселення. Ця територія впродовж своєї історії часто переходила від однієї держави до іншої. Турецько-татарський воєначальник Бек-Хаджі спорудив на місці сучасної Одеси укріплення та назвав його Хаджибей. Саме укріплення, а також однойменне поселення проіснували тут до 1795 року. За Ясським мирним договором 1791 р. фортеця відійшла до Російської Імперії. З 1794 року біля фортеці під керівництвом О. Суворова й адмірала Й. Дерібаса розпочали будівництво міста та порту, яке в 1795 році дістало назву Одеса. На честь адмірала Й. Дерібаса названо головну вулицю міста Дерибасівську.

### УНР та радянські часи

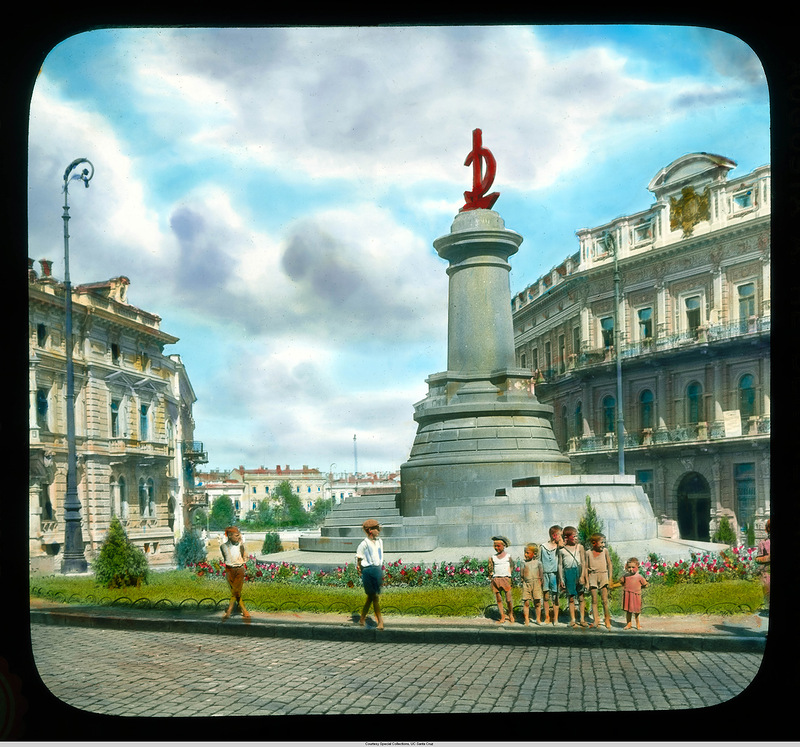
Пам'ятник «звільненому труду» (зруйнований пам'ятник засновникам міста)

Під час Перших визвольних змагань 1917—1921 рр. в Одесі постійно змінювалася влада. Через тодішню хаотичність ні червоні, ні білі, ні армія УНР не могли сильно вплинути на архітектурний ансамбль у центрі міста. Серйозні та здебільшого руйнівні втручання в історико-архітектурну спадщину почалися після встановлення радянської влади. Яскравим прикладом деструктивного втручання є історія знищення більшовиками Преображенського собору в самому центрі міста. Знаменитий на всю Російську імперію та за кордоном Собор був унікальною пам'яткою. У соборі був похований князь М. С. Воронцов. Собор, як і більшість культових споруд на той час, спочатку був офіційно розграбований. 2 березня 1932 року рішенням одеської міськради «на прохання громадськості» його було закрито (протокол № 42). Згодом Собор висадили в повітря.
Період 1930—1950-х років
За радянських часів архітектура Одеси зазнала як конструктивних, так і деструктивних змін. Серед дослідників немає єдиної думки щодо того, як кваліфікувати стиль тих часів. В. І. Тимофієнко визначає тодішній стиль як «радянський класицизм», для якого характерними були такі основні риси:

1) пластичні форми й композиційні прийоми Античності;

2) чітка ієрархія жанрів: провідний тип — адміністративні споруди; у скульптурі — пам'ятники; у монументальному будівництві — тематичні композиції.

Розквіт «радянського класицизму» припадає на другу половину 40-х — початок 50-х рр. Подальший розвиток стилю було перервано з 1955 прагненням партійного керівництва зменшити вартість будівництва, позбутися архітектурних надмірностей.
Окремою сторінкою ввійшов в історію одеської архітектури період німецько-румунської окупації в часи Другої світової війни. Унаслідок воєнних дій як центральному, так і решті районам міста було завдано значної шкоди. Окупаційні війська вивозили з Одеси меблі, килими, картини, цінні книги. Було зруйновано школи, лікарні, житлові будинки, пам'ятки архітектури. Одесу було звільнено 10 квітня 1944.
В Одесі за радянських часів також було масово перейменовано центральні вулиці на честь партійних діячів, ідеологів комунізму тощо. Наприклад, вулицю Базарна перейменували на Кірова, Велику Арнаутську → Чкалова, Грецьку → Карла Лібкнехта, Катерининську → Карла Маркса, Маразліївську → Енгельса. Залишили лише назви кількох вулиць та назву головної вулиці міста — Дерибасівської.

### Незалежна Україна
За роки незалежності України центр Одеси зазнав істотних змін. В історичному плані багатьом центральним вулицям за ініціативою колишнього мера Едуарда Гурвіца було повернуто дореволюційні назви: Мала Арнаутська, Велика Арнаутська, Базарна, Успенська, Катерининська, Маразліївська тощо. Одеса — одне з небагатьох міст на півдні України, де позбулися топонімів радянських часів, принаймні в центральній частині. Утім, перейменування вулиць іноді має політичний характер. Так, у 1995 році один з центральних провулків було перейменовано на провулок Романа Шухевича, що викликало неоднозначну реакцію жителів міста. Згодом провулку повернули стару дореволюційну назву Покровський. У центральній частині міста поступово усувають сліди комуністичного минулого, які ще частково залишилися. Так, наказом Одеської міської ради № 2508-VI від 21.12.2012 р., яким з політичних мотивів у районі Ближніх Млинів перейменували вулицю Юрія та Івана Лип на честь Федора Пішеніна, було повернуто історичну назву вулиці Куйбишева, що тепер має офіційну назву Старорізнична. На Куликовому полі було демонтовано великий пам'ятник Леніну.

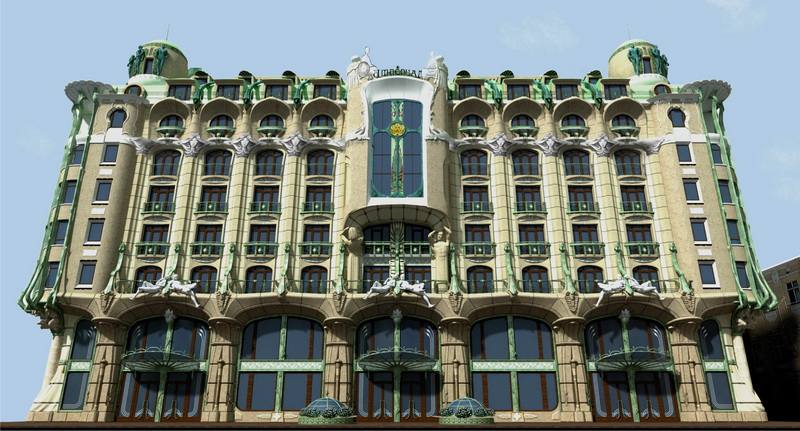
Комп'ютерна візуалізація проєкту готелю «Імперіал»

Значна частина житлових будинків та пам'яток архітектури наразі перебуває в аварійному або незадовільному стані. Так, 2009 року зсередини згоріла пам'ятка архітектури місцевого значення Будинок Руссова, який розташований на перетині вулиць Дерибасівська, Преображенська та Садова. Будинок було споруджено 1897 року. 14 червня 2018 року розпочато ремонтно-відновлювальні роботи будинку. 27 грудня 2019 року реконструйований Будинок Руссова було урочисто відкрито.
Деякі історичні будівлі було демонтовано. Натомість замість них споруджено їхні нові, але дещо модернізовані копії. 2008 року на головній вулиці міста, Дерібасівській, було зруйновано готель «Спартак» (дореволюційна назва «Імперіал»).

## Архітектура

### Найвідоміші визначні пам'ятки історичного центру
У центрі міста знаходиться багато споруд і будинків, які мають ту чи іншу культурну та історичну цінність. Утім, деякі з них завдяки певним подіям, архітектурним особливостям досить популярні як серед місцевих жителів, так і туристів. Далі за алфавітним принципом наведено список найбільш відомих визначних пам'яток одеського центру.
- Будинок Руссова — пам'ятка архітектури кінця XIX ст., розташована за адресою вулиця Садова, 21 (Приморський район).
- Будинок-стіна — житловий будинок, розташована на Воронцовському провулку. Споруда дістала свою назву завдяки візуальному ефекту: якщо дивитися на фасад будинку з лівого боку під певним кутом, то виникає враження, що це нібито суцільна стіна, бо не видно бічної стіни.
- Одеський театр опери та балету — пам'ятка архітектури. Один із найвідоміших у світі оперних театрів.
- Палац Потоцьких — одна з найперших визначних пам'яток одеської архітектури. Палац розташований по вул. Софіївській, 5а.
- Пасаж — готель і криті крамниці. Пасаж є пам'яткою архітектури кінця XIX — початку XX ст., що розташована за адресою вулиця Преображенська, 34 (на розі вулиць Дерибасівська та Преображенська, Приморський район).
- Потьомкінські сходи — сходи, що поєднують центр міста з гаванню та Морським вокзалом.
- Палац Бжозовського (Шахський палац) — пам'ятка архітектури, споруджена в середині XIX століття.
- Філармонія (Нова біржа) — колишня біржа.
- Спасо-Преображенський собор — найбільший православний храм Одеси.

### Найвідоміші пам'ятники
У центрі міста в різні часи встановлено пам'ятники видатним людям, життя й діяльність яких безпосередньо були пов'язані з Одесою. Частину пам'ятників було зведено ще за часів Російської імперії, з яких збереглися пам'ятники імператору Олександру II, герцогу де Рішельє, святішому князю М. С. Воронцову, А. С. Пушкіну, в пам'ять п'ятдесятиріччя оборони Одеси. За радянської влади було зіпсовано пам'ятник імператору Олександру II, знищено пам'ятники В. П. Скаржинському та імператриці Катерині II, останній було відновлено. Знищені пам'ятники зазначено в адресній та довідковій книзі «Вся Одесса» за 1911 рік.

### Проблема збереження архітектурної спадщини

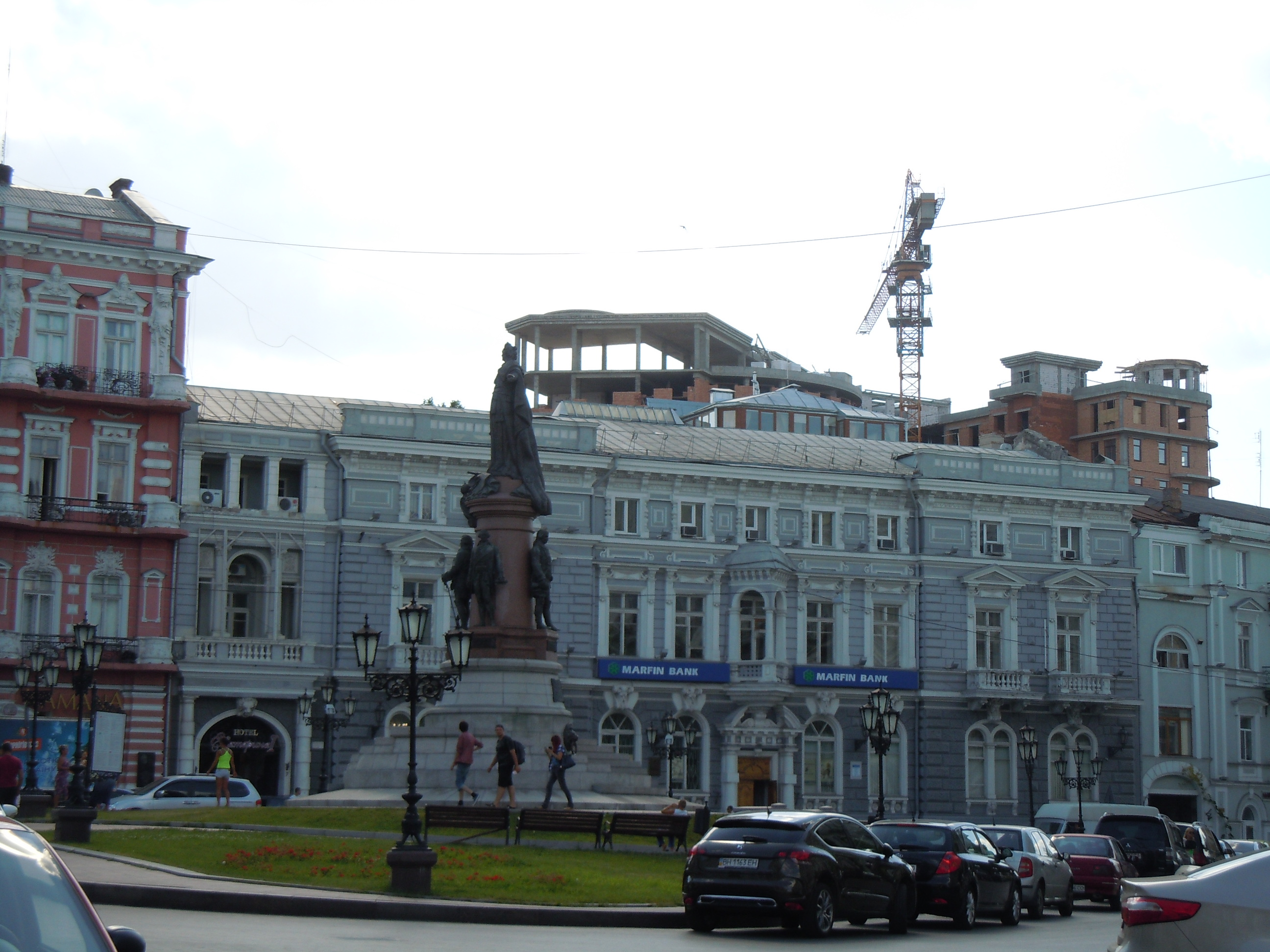
Європейська площа. Добре видно, як над старовинними будинками височіє новобудова

Сьогодні в Одесі стоїть гостра проблема збереження унікального архітектурного комплексу в центрі міста, який перебуває в незадовільному стані. Про це свідчить, зокрема, небажання ЮНЕСКО вносити історичний центр міста до списку Світової спадщини (на відміну від історичного центру Львова), чого вже понад 20 років добиваються як українська громадськість, так і урядовці. У 2009 році історичний центр Одеси за поданням Міністерства культури і туризму України було внесено до так званого попереднього списку ЮНЕСКО. Як головний критерій внесення в основний список ЮНЕСКО висуває повну автентичність. Утім, з кожним роком через низку антропогенних чинників історичний центр Одеси втрачає свою як архітектурну, так і культурну самобутність. До цих чинників належить поява новобудов, які найчастіше не гармоніюють зі старими будівлями (як приклад можна навести спорудження в сучасному стилі на головній вулиці міста, Дерибасівській, будівлі торговельного центру «Європа»). Приміщення старовинних будинків часто переходять від одних власників до інших, які починають перепланування інтер'єру та екстер'єру, чим часто завдають шкоди. Негативно позначається на архітектурному ансамблі встановлення на вікнах кондиціонерів, супутникових тарілок, які погіршують загальний вигляд будівель, а також монтаж метало-пластикових вікон і прибудови, скажімо, у формі мансард тощо. Наразі більшість пам'яток архітектури перебуває в аварійному стані й потребують капітального ремонту. Щоправда, останнім часом в Одесі за рахунок бюджетних коштів ведуться роботи з реставрації фасадів та дахів пам'яток архітектури. Однак виділених грошей не вистачає на комплексну реконструкцію.

## Центр Одеси в культурі
Центр міста та його окремі архітектурні елементи неодноразово надихали та надихають багатьох митців, художників, письменників та композиторів.

### В образотворчому мистецтві

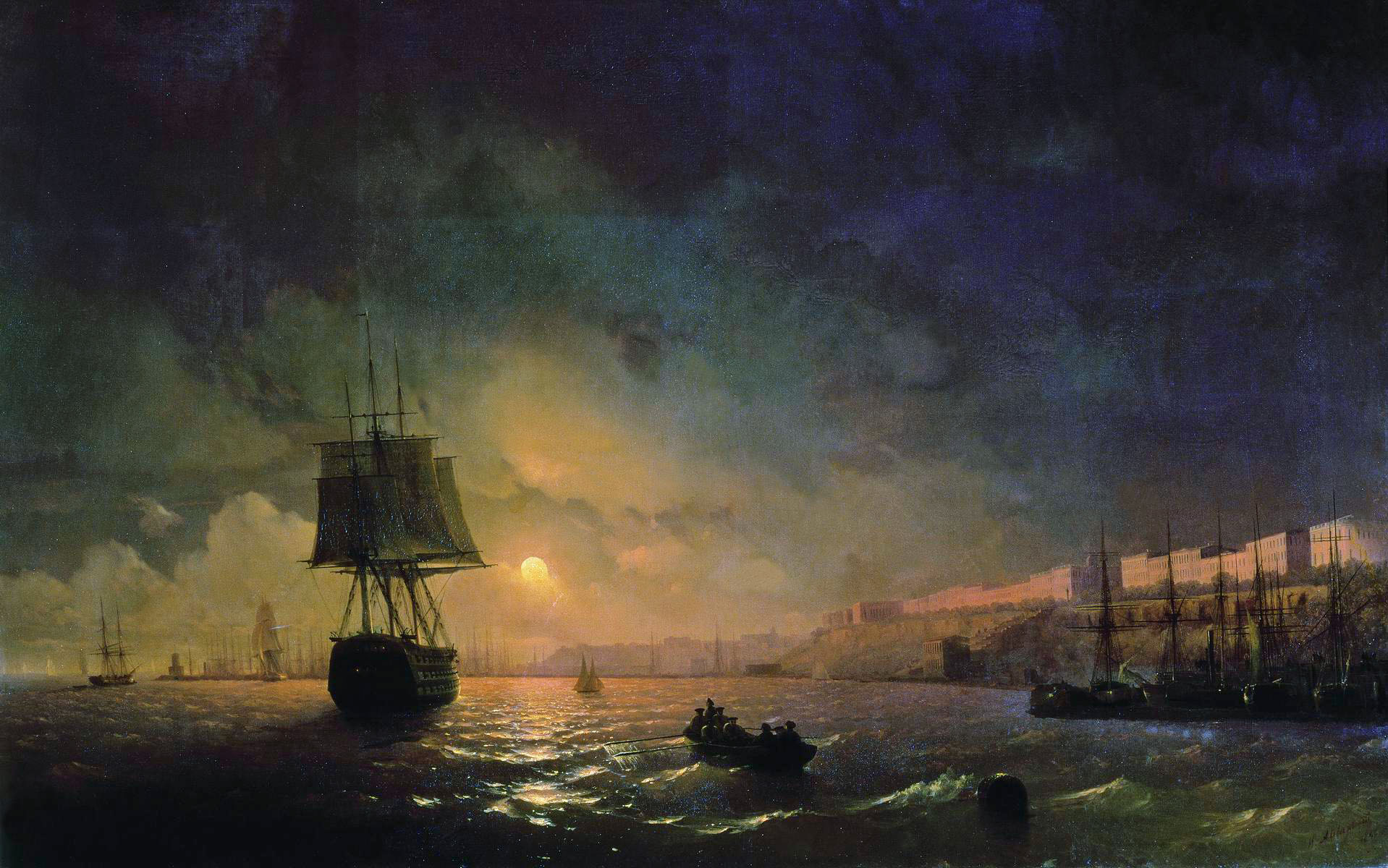
І. Айвазовський. «Місяць над Одесою»
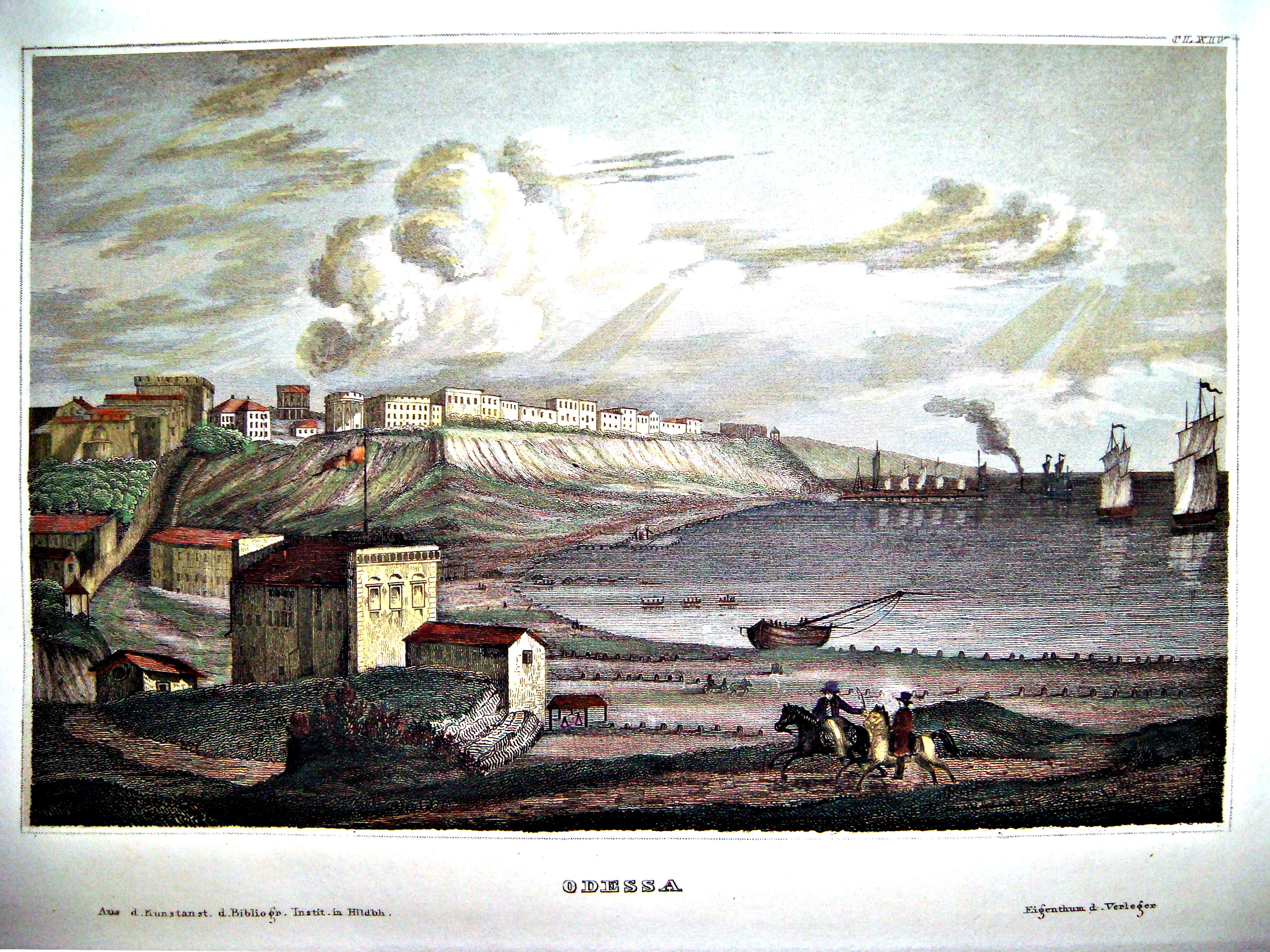
Вручну розмальована гравюра з німецької книжки 1837 року з виглядом Одеси
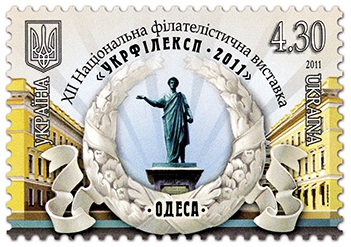
Українська поштова марка із зображенням пам'ятника дюку Рішельє
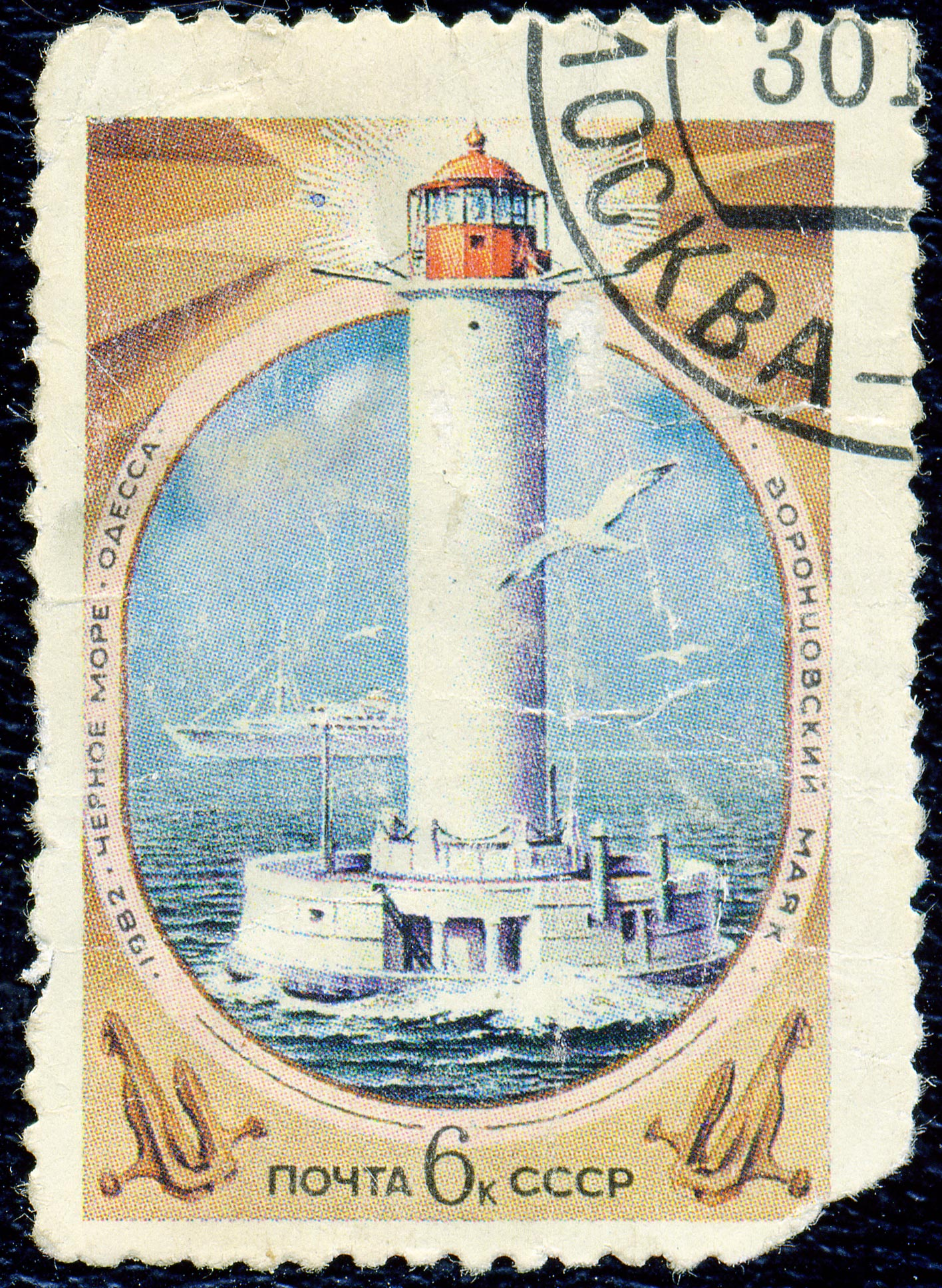
Радянська поштова марка із зображенням Воронцовського маяка
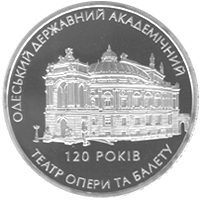
Реверс ювілейної монети, присвяченої 120-тиріччю заснування Одеського театру опери та балету

### У піснях
У музикознавстві давно існує поняття одеські пісні, багато з яких здобули народну популярність. Одеські пісні різні за жанром: це і романси, і шансонні пісні, в яких оспівано кохання, бандитське життя, долю людей тощо. У низці одеських пісень часто згадано чи оспівано відомі вулиці, будинки, пам'ятники. Наприклад, у пісні «На Дерибасовской открылася пивная» події відбуваються на головній вулиці міста:

| На Дерибасовской открылася пивная, Там собиралася компания блатная, Там были девочки Маруся, Роза, Рая И с ними вместе Васька-Шмаровоз. |
Інші відомі пісні: «Женитьба в доме Шнеерзона» («Ужасно шумно в доме Шнеерзона»), «Как на Дерибасовской, угол Ришельевской», «Одесский порт», «Прогулка по Одессе» тощо.

## Відомі люди
У центрі міста народилися, жили та працювали відомі в Україні і світі письменники, артисти, художники, музиканти, учені, винахідники, політики та полководці, про що свідчать численні меморіальні дошки. Далі наведено список найвідоміших з них:

### Письменники

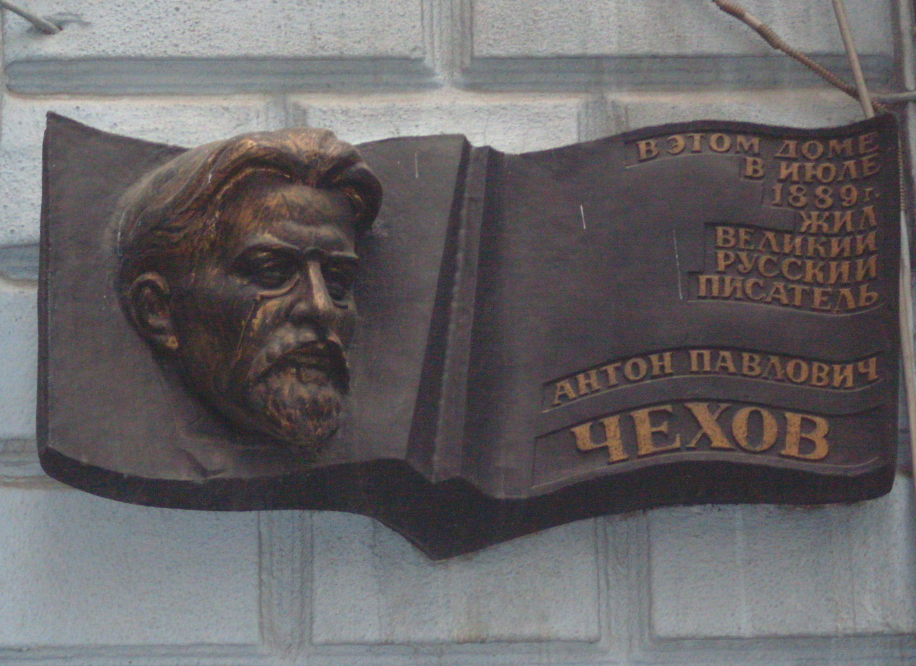
Меморіальна дошка на честь Антона Чехова

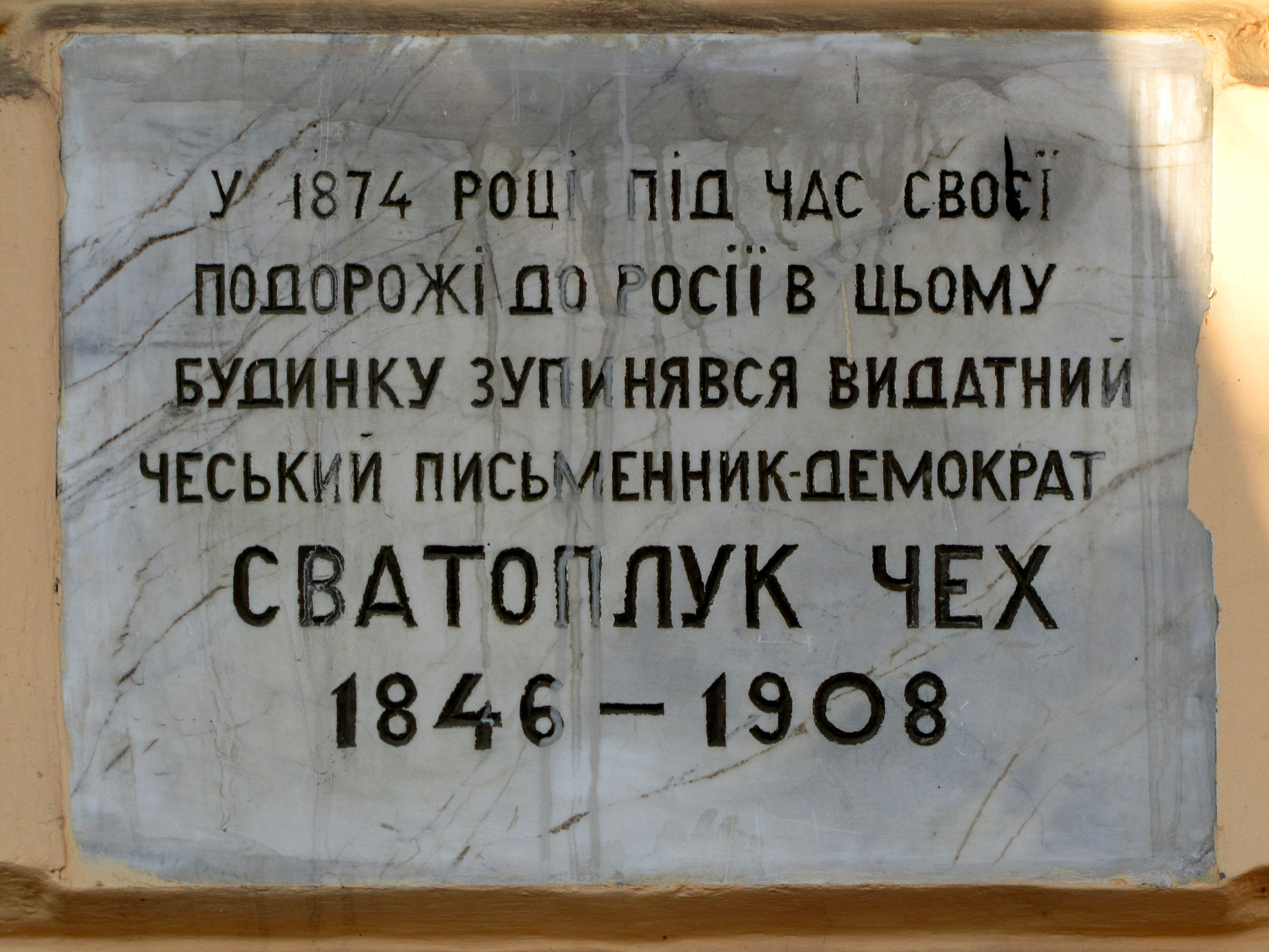
Меморіальна дошка на честь Святоплука Чеха

- Леся Українка — українська письменниця, перекладач, культурний діяч.
- Іван Франко — український письменник, поет, публіцист, перекладач, вчений, громадський і політичний діяч.
- Іван Липа — український письменник, лікар, громадський та політичний діяч часів УНР.
- Юрій Липа — український поет та публіцист, лікар у лавах УПА.
- Микола Гоголь — видатний письменник.
- Олександр Пушкін — російський поет, драматург та прозаїк, реформатор і творець сучасної російської літературної мови, автор критичних та історичних творів.
- Антон Чехов — російський драматург і прозаїк.
- Анна Ахматова — російська поетеса Срібної доби.
- Ілля Ільф та Євген Петров — класики радянської літератури, співавтори романів «Дванадцять стільців» та «Золоте теля».
- Ісаак Бабель — єврейський російськомовний письменник.
- Валентин Катаєв  — радянський письменник.
- Адам Міцкевич — один із найвидатніших польських поетів.
- Христо Ботев — болгарський громадський діяч, поет і публіцист.
- Сватоплук Чех — один із найбільших чеських письменників та поетів другої половини XIX століття.
- Міхай Емінеску — румунський поет, публіцист, громадсько-культурний діяч.
- Віра Інбер — радянська єврейська письменниця, поетеса.

### Актори
- Віра Холодна — українська кіноактриса. Знімалася у фільмах під режисурою Є. Бауера, П. Чардиніна та ін. на світанку епохи німого кінематографа.

### Музиканти
- Давид Ойстрах — радянський скрипаль, диригент і педагог, народний артист СРСР.

### Композитори

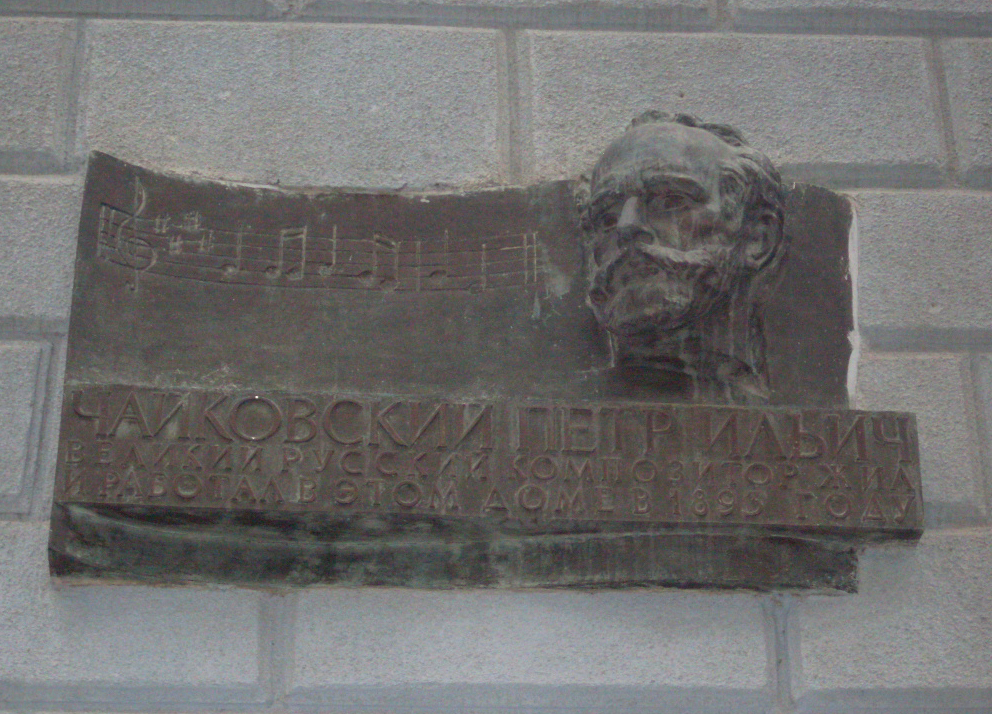
Меморіальна дошка на честь Петра Чайковського

- Петро Чайковський — російський композитор, диригент, педагог, музично-громадський діяч.

### Педагоги
- Костянтин Ушинський — відомий вітчизняний педагог.

### Науковці

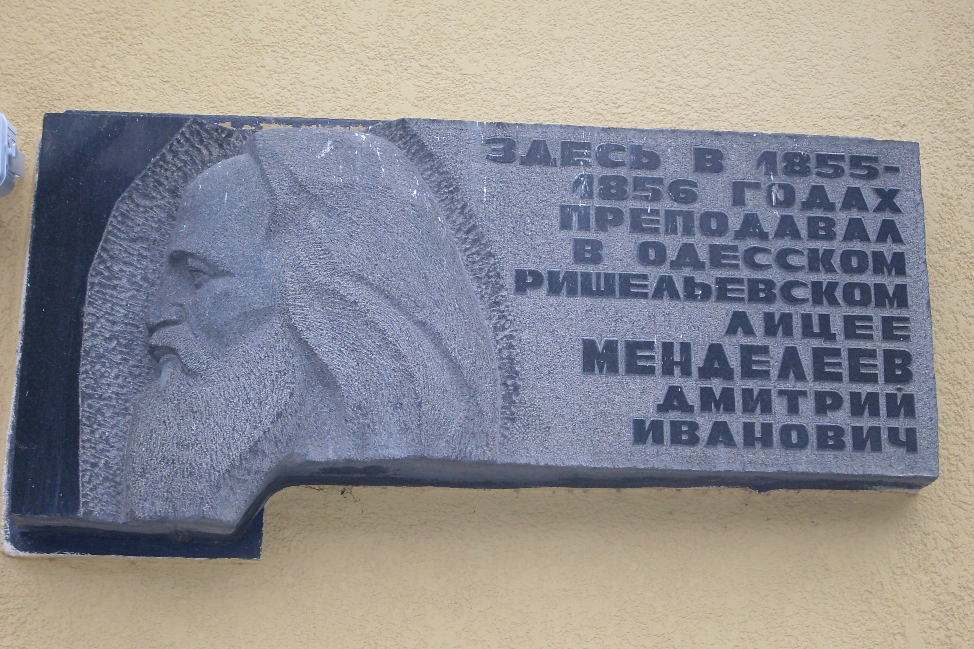
Меморіальна дошка на честь Дмитра Менделєєва

- Дмитро Менделєєв — російський хімік, автор періодичної таблиці хімічних елементів.
- Ілля Мечников — російський і французький науковець, один з основоположників еволюційної ембріології, імунології та мікробіології.
- Володимир Філатов — радянський офтальмолог.
- Василь Таїров — вірменський вчений, фахівець з виноградарства та виноробства.
- Олександр Ляпунов — російський математик і механік.

### Спортсмени
- Сергій Уточкін — один із перших російських льотчиків-випробувачів.

### Військові діячі
- Георгій Жуков — радянський полководець і державний діяч, Маршал Радянського Союзу, один із найвідоміших військових командувачів Другої світової війни.
- Гаврило Жуков — радянський воєначальник, віце-адмірал.
- Михайло Воронцов — новоросійський генерал-губернатор та повноважний намісник Бессарабії (1823—1844 рр.), граф, генерал-фельдмаршал, генерал-ад'ютант; почесний член Петербурзької Академії наук (1826); з 1845 року світліший князь, в 1844–1854 — намісник на Кавказі.
- Родіон Малиновський — радянський полководець Другої світової війни, державний діяч.